# 정용주 (배우)
정용주(1996년 7월 27일 ~ )는 대한민국의 배우이다.

## 출연작

### 영화
- 2023년 《열여덟, 어른이 되는 나이》
- 2023년 《화란》

### 드라마
- 2021년 《픽고》
- 2022년 《스물다섯 스물하나》
- 2022년 《인사이더》
- 2023년 《거래》
- 2023년 《반짝이는 워터멜론》
- 2023년 《이재, 곧 죽습니다》
- 2024년 《밤에 피는 꽃》
- 2025년 《모델 캘리포니아》
- 2025년 《찌질의 역사》